# Schwarzerdeprofil Asel

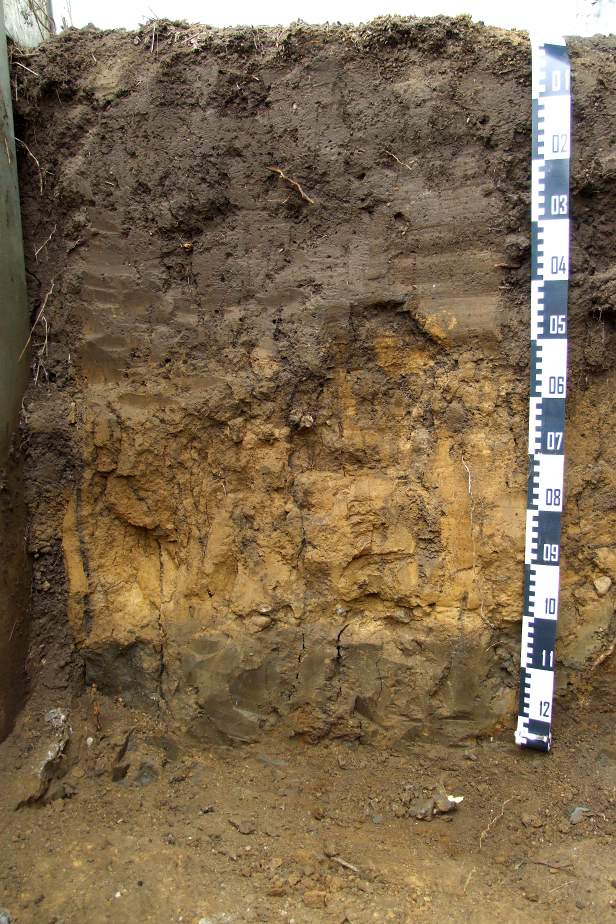
Das rund 1,2 Meter tiefe Schwarzerdeprofil mit der Horizontabfolge von dunkler, humoser Schwarzerde, gelb-ockerfarbenem Löss und braun-grauem Ton

Das Schwarzerdeprofil Asel ist ein Geotop in Asel im Landkreis Hildesheim. Es handelt sich um ein Bodenprofil, das in einer etwa 1,2 Meter tiefen, begehbaren Grube den Bodentyp Schwarzerde auf Löss über Ton der Unterkreidezeit zeigt. Seit 1990 ist das Schwarzerdeprofil Asel als Naturdenkmal ausgewiesen und damit das einzige Bodenprofil in Niedersachsen, das naturschutzrechtlich geschützt ist. Es liegt im Gebiet der intensiv ackerbaulich genutzten Hildesheimer Börde, deren Böden die höchsten Bodenwerte in Deutschland erreichen.

## Lage
Das Schwarzerdeprofil befindet sich im südwestlichen Randbereich der Hildesheimer Börde. Es liegt am nordwestlichen Ortsrand von Asel auf einer hügelartigen Erhebung nahe einer denkmalgeschützten Paltrockwindmühle. Das Profil liegt am Rande einer früheren Tongrube, die mit Bauschutt sowie Boden verfüllt wurde und heute nicht mehr sichtbar ist.

## Beschreibung

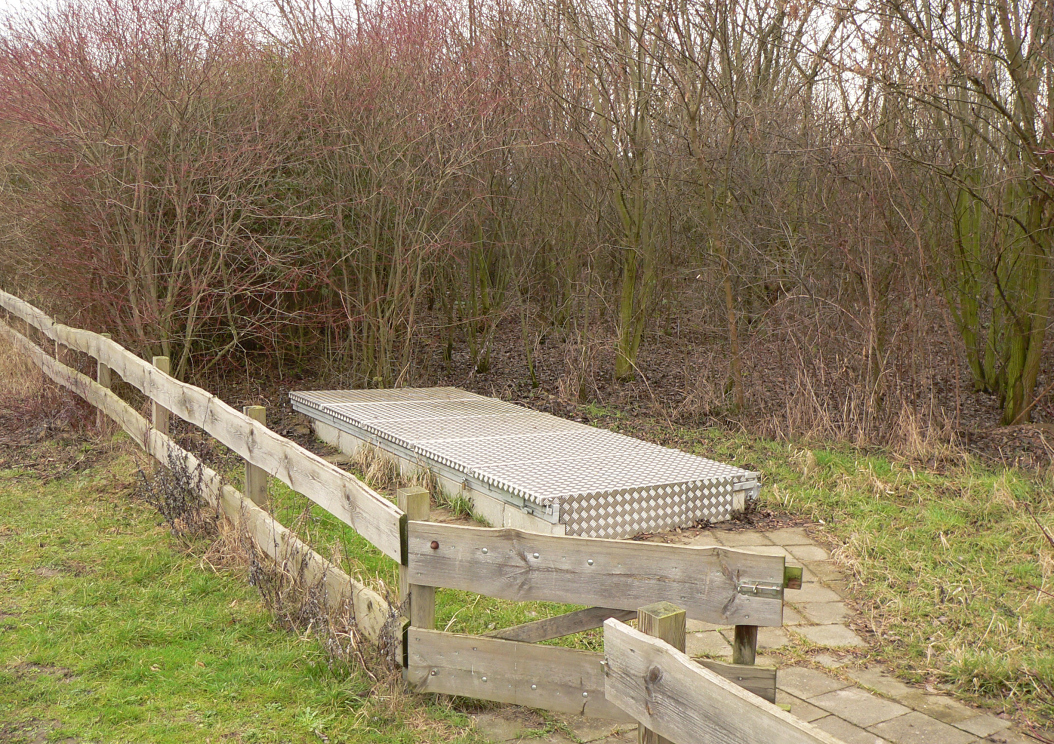
Das abgedeckte Schwarzerdeprofil

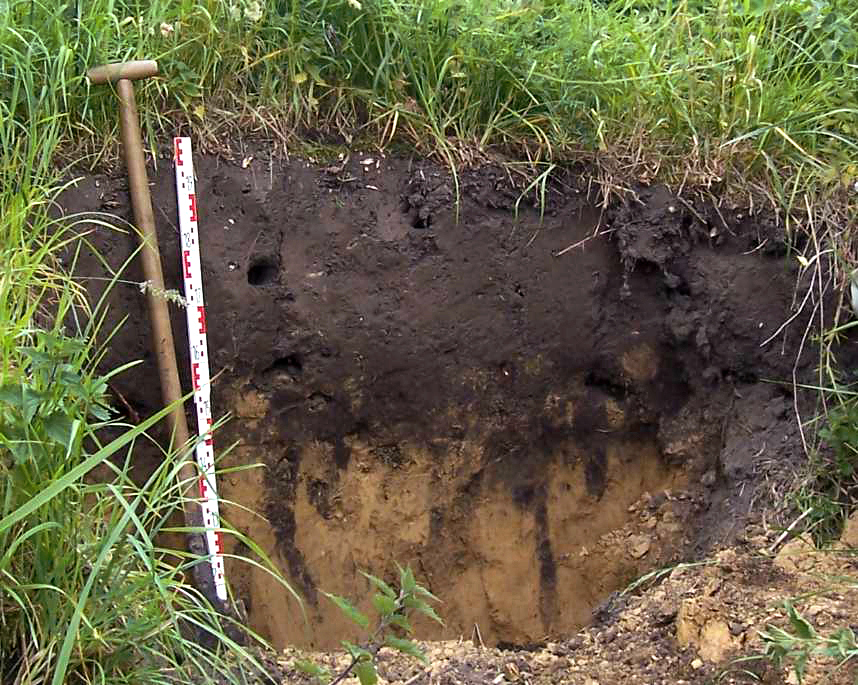
Der offen liegende Bodenaufschluss unweit vom abgedeckten Schauprofil

Beim Schwarzerdeprofil Asel handelt es sich um ein begehbares Schauprofil von etwa 1,2 Meter Tiefe, das frei zugänglich ist und auf Anfrage besichtigt werden kann. Es liegt am Rande einer Buschgruppe und einer Rasenfläche. Das Profil ist durch eine hinabführende Treppe begehbar und hat zum Witterungsschutz eine abschließbare Abdeckvorrichtung aus Metall. Eine daneben stehende Informationstafel erläutert die Bodenart des Löss und seine eiszeitliche Anwehung.
Vorläufer des Schauprofils ist ein ebenfalls als Naturdenkmal geschützter und offen liegender Bodenaufschluss in etwa 70 Meter Entfernung. Er ist über einen Acker erreichbar und eignet sich daher nicht für größere Besuchergruppen. Dieses offen liegende Profil ist nicht witterungsgeschützt und muss immer wieder neu präpariert werden. Der Bodenaufschluss zeigt die Schwarzerde aber in besserer Ausprägung als das abgedeckte Schauprofil.

### Bodenhorizonte
Die Schwarzerde bei Asel hat sich unter kontinentalen Klimabedingungen seit dem Ende der letzten Eiszeit vor rund 18.000 Jahren entwickelt. Eine Degradierung zur Parabraunerde unterblieb, da durch die hydrologischen Bedingungen infolge einer wasserstauenden Unterkreide-Tonschicht eine Pseudovergleyung des Bodens eintrat. Besondere Kennzeichen des Bodens um Asel sind ein mächtiger, etwa 40 bis 50 cm starker Humushorizont sowie der bis zu einer Stärke von etwa 1,6 bis 2,5 Meter anstehende carbonathaltige, ockerfarbene Löss. In ihm kommen Krotowinen (mit Oberbodenmaterial verfüllte Grabgänge von Bodenwühlern) und Lösskindel (Konkretionen von Kalk) vor. Darunter liegt der in der Unterkreide vor etwa 110 Millionen Jahren gebildete Ton.

## Unterschutzstellung und Bedeutung
Bereits in den 1980er Jahren wies der Gartenbauwissenschaftler Karl-Heinrich Hartge vom Institut für Bodenkunde der Universität Hannover auf die wissenschaftliche Bedeutung des Bodenprofils hin. Von der Universität Hannover kam die Anregung, es unter Schutz stellen zu lassen, was am 17. September 1990 durch den Landkreis Hildesheim erfolgte. Seitdem ist der Bodenaufschluss unter der Bezeichnung „Schwarzerde-Bodenprofil in der Tongrube Asel“ ein Naturdenkmal im Sinne des niedersächsischen Denkmalschutzgesetzes. Dabei handelt es sich um eine Besonderheit, da Bodenprofile in Deutschland bisher nur selten als Denkmal ausgewiesen wurden.

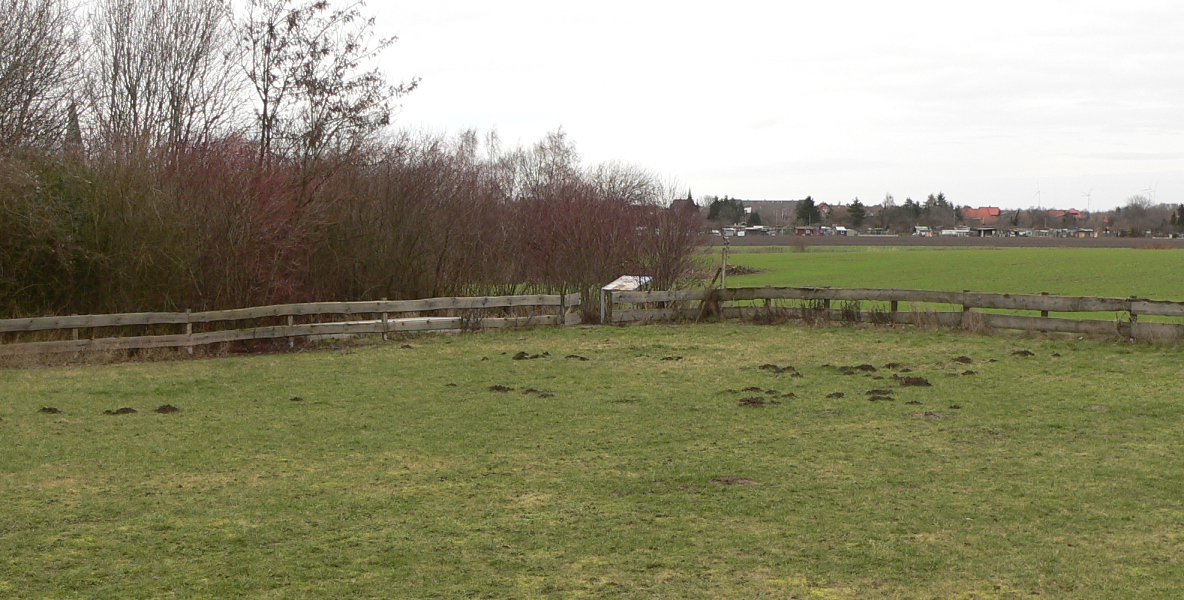
Das Gelände mit dem Schwarzerdeprofil und der Informationstafel; in Bildmitte

2004 wurde die Schwarzerde zum Boden des Jahres 2005 erklärt. Daraufhin beschloss der Landkreis Hildesheim den seit 1990 geschützten Bodenbereich für Lehre und Forschung sowie für die Öffentlichkeit sichtbar zu machen. Es entstand ein Schauprofil als offen liegende Grube. Eine Verbesserung erfolgte im Jahre 2008, als der Bodenaufschluss mit einer Betonkonstruktion eingefasst wurde und zum Schutz eine Abdeckung erhielt.
Die besondere Bedeutung des begehbaren Schauprofils besteht darin, dass es als einziges Bodenprofil die ursprüngliche kontinentale Bodenentwicklung in der Bördelandschaft aus ihrer Entstehungszeit zeigt. Das Bodenprofil ist eines der bekanntesten Beispielobjekte für Schwarzerdeböden in Westeuropa. Es wird im Rahmen von Exkursionen regelmäßig durch Studenten niedersächsischer Universitäten aufgesucht.
Lackprofile der Aseler Schwarzerde befinden sich im Gebäude des Landkreises Hildesheim, beim Niedersächsischen Landesamt für Bergbau, Energie und Geologie in Hannover und im internationalen Bodenmuseum in Wageningen in den Niederlanden. Ein Lackprofil des Aseler Waldes, einer der wenigen deutschen Wälder auf Schwarzerde, befindet sich im Heimatmuseum der Gemeinde Harsum im nahe gelegenen Borsum.